# Attaque de la caserne de l'Ulster Defence Regiment de Clogher
Le 2 mai 1974, l'Armée républicaine irlandaise provisoire (IRA) a attaqué une base de l'armée britannique dirigée par l'Ulster Defence Regiment (UDR) près de la frontière entre l'Irlande du Nord et la république d'Irlande, à Clogher, dans le comté de Tyrone. L'unité de l'IRA a attaqué la petite base avec des armes automatiques, des roquettes et des mortiers improvisés. Des véhicules blindés Ferret ont été déployés sur les lieux et de violents échanges de tirs ont éclaté. L'IRA s'est retirée derrière la frontière avec la République. L'assaut contre l'avant-poste a tué  Eva Martin et blessé un autre soldat de l'UDR.

## Contexte
En 1974, la situation politique en Irlande du Nord était tendue. La nouvelle Assemblée, établie selon les dispositions de l'accord de Sunningdale, qui visait à partager le pouvoir entre unionistes et nationalistes et ainsi régler le conflit, était sur le point de s'effondrer après la victoire des unionistes anti-Faulkner aux élections générales de février. Entre le 15 et le 28 mai, la grève du Conseil des travailleurs d'Ulster signifiera le coup de grâce pour l'accord.
Sur le plan sécuritaire, l'IRA avait intensifié sa campagne dès avril, dans l'espoir que ses actions pourraient mettre un terme au compromis politique. L'UDR a été mise en appel sélectif ; 100 militaires supplémentaires par bataillon étaient déployés chaque jour. Le 10 avril 1974, le lieutenant-colonel George Saunderson, ancien commandant en second du 4 bataillon UDR, a été tué par balle par des membres de l'IRA sous les yeux de sa femme et de son jeune fils à l'école de Teemore, Derrylin, dans le comté de Fermanagh, où il travaillait comme directeur. Saunderson a reçu dix balles de fusil automatique AK-47 par les 6 hommes de l'IRA. 
Le même jour que l'attaque, dans la soirée, de Clogher, le groupe paramilitaire loyaliste d'Ulster, l'Ulster Volunteer Force (UVF) , a fait exploser un pub à Belfast, tuant six civils catholiques et 18 autres personnes ont été grièvement blessées dans l'attaque,.

## Assaut de l'IRA
Le 2 mai 1974, à 23 h 10, alors qu'une soirée d'entraînement à la caserne UDR Deanery, un bâtiment géorgien occupé par le 6 bataillon UDR, touchait à sa fin, un groupe d'environ 40 membres de l'IRA a ouvert le feu avec des armes légères et des roquettes antichar et des mortiers improvisés depuis deux positions de tir. La plupart des tirs hostiles provenaient d'une colline située à 800 mètres au nord, tandis qu'une position secondaire visait la base depuis le sud. Les assaillants ont également déployé des observateurs avancés équipés de radios.La garde à temps partiel a riposté ainsi que des voitures blindées Ferret appartenant à la 3 Troop, squadron A, du 1er Royal Tank Regiment, armées de mitrailleuses Browning calibre .30 .
L'équipe de l'IRA a frappé l'avant-poste de l'UDR avec deux ou trois roquette antichar et 15 obus de mortier, bien que peu de dégâts aient été causés. Une roquette a traversé la barrière de protection de la base, a atterri dans une zone dégagée et a ricoché vers le haut, explosant contre la barrière opposée. Une autre roquette a touché un arbre devant une fenêtre et l'explosion a tué la greenfinch Eva Martin, blessé par un éclat de métal, et a grièvement blessé un lieutenant aux jambes, au ventre et à la tête. Richard Martin, employé à temps plein de l'UDR et le mari d'Eva, a été témoin de sa mort. L'explosion a également laissé le bâtiment sans électricité. Deux autres greenfinches s'occupaient de la salle des opérations. Pendant ce temps, les patrouilles des bataillons 4 et 8 UDR sont arrivées sur les lieux, tendant des embuscades et déployant des pelotons isolés sur les routes menant à la frontière et alertant la Garda (police nationale de république d'Irlande). L'IRA a couvert leur fuite en bloquant les routes à l'aide de neuf véhicules détournés. L'engagement a duré environ 25 minutes selon Sean O'Callaghan, membre de l'IRA et futur "supergrass" (agent de renseignement) .

## Conséquences
Les patrouilles de l'UDR ont retrouvé un fusil Garand et 27 obus de mortier improvisés aux alentours du doyenné le lendemain matin. Deux jours plus tard, une patrouille du 6 bataillon UDR a déjoué un attentat à la voiture piégée à Enniskillen.
Harry Baxter, commandant du 6 bataillon UDR, a visité la caserne dans les premières heures du 3 mai. Il trouva le moral des greenfinches bon malgré la mort de Martin . Le corps d'Eva Martin a été enterré à l'église presbytérienne de Lisbellaw dans le comté de Fermanagh . Elle fut la première greenfinch et la première femme soldat à être tuée au combat pendant les Troubles .